# 刘澜涛
刘澜涛（1910年11月—1997年12月31日），又名刘华甫，陕西米脂人，中国共产党、中华人民共和国政治人物，原副国级领导人。曾任中共中央顾问委员会常委，全国政协第四、第五、第六届副主席，第八届中共中央书记处候补书记、中央监察委员会副书记。

## 生平

### 早年经历
1910年11月，刘澜涛出生于陕西米脂县一个贫苦家庭。青少年时期就接受进步思想，参加过五卅运动；于1926年加入中国共产主义青年团，并担任共青团米脂县委宣传部部长；1928年9月转为中国共产党党员，先后任中共定边县工委书记，陕北特别委员会秘书长、兼宣传部部长等职，同刘志丹、谢子长等一起开展陕北的革命斗争。1930年8月，刘澜涛被捕入狱；在获救出狱后，调往中共河北省委工作。不久因遭人举报再次被捕，被关进“北平军人反省院”（即草岚子监狱）；与殷铿、薄一波、安子文等人在狱中成立党支部干事会，并以绝食抗争。1936年9月，经中共地下组织营救出狱，被派遣到绥东地区开展抗日救亡工作。因被中华民国政府通缉，调任中共天津市委副书记。

### 抗日战争时期
抗日战争爆发后，刘澜涛回到陕甘宁边区，先后担任陕甘宁特区党委宣传部副部长，中共绥德特委书记兼统战部长；1938年，调晋察冀边区工作，历任晋察冀北岳区党委书记，中共中央晋察冀分局副书记、兼晋察冀军区副政委，协助彭真、聂荣臻等人，参与领导了晋察冀抗日根据地建设和反“扫荡”斗争。1944年秋到延安，参加整风运动；在翌年召开的中共七大上，当选中央候补委员。

### 第二次国共内战时期
国共内战时期，刘澜涛担任中共晋察冀中央局副书记、晋察冀军区副政委、兼任张家口市市委书记，具体组织安排中共中央机关由陕北向晋察冀边区转移。1948年5月，晋察冀中央局与晋冀鲁豫中央局合并，改组为中共中央华北局，刘澜涛出任华北局常委、兼组织部部长和党校校长，后晋升华北局副书记、第三书记兼华北军区副政委，并担任新组建的华北人民革命大学校长。

### 中华人民共和国成立后
中华人民共和国成立后，刘澜涛还兼任中央人民政府华北事务部部长、中央人民政府华北行政委员会主席、中央人民政府国家计划委员会委员等职；1951年11月，刘澜涛向中央提交了刘青山、张子善的严重犯罪事实报告。1954年，大行政区撤销后，刘澜涛出任中共中央副秘书长，协助中共中央秘书长邓小平工作；并在当年9月，当选第一届全国人大常委会委员、兼预算委员会主任委员。1955年3月，中共中央成立监察委员会，刘澜涛转任中央监察委员会副书记。在1956年9月召开的中共八大以及八届一中全会上，当选中共中央委员、中央书记处候补书记；1959年，连任第二届全国人大常委会委员。
1960年11月，中共中央决定，恢复设立大行政区，刘澜涛被任命为中共中央西北局第一书记、兼任兰州军区第一政治委员、西北三线建设委员会主任。这一时期，刘澜涛被认为是刘少奇的紧密追随者，返回西北，旨在清理高岗的势力。1962年，国务院副总理兼秘书长习仲勋因为反党小说《刘志丹》案下台，中央成立清查委员会，康生为主任，刘澜涛为副主任。此后，数万名西北籍干部，成为所谓“彭德怀、高岗、习仲勋反党集团“的成员，受到整肃。1965年1月，刘澜涛当选第四届全国政协副主席，成为党和国家领导人。
文化大革命爆发后，刘澜涛和薄一波、安子文等人被打成“六十一人叛徒集團”，入狱八年；他的夫人刘素菲因不堪受辱，跳楼自杀。1978年底，重新回到政坛的刘澜涛出任中共中央统战部副部长；次年7月，在第五届全国政协第二次会议上，当选为全国政协副主席兼秘书长；9月在中共十一届四中全会上，被增补为中央委员。1982年9月，出任中共中央顾问委员会常委（至1992年9月）；1983年6月，连任第六届全国政协副主席。1997年12月31日，在北京病逝，享年88岁。